# Euphorbia gymnocalycioides
Euphorbia gymnocalycioides ist eine Pflanzenart aus der Gattung Wolfsmilch (Euphorbia) in der Familie der Wolfsmilchgewächse (Euphorbiaceae).

## Beschreibung
Die sukkulente Euphorbia gymnocalycioides wächst aus einer dicken Wurzel, welche oben 1,5 Zentimeter dick ist und in den nahezu kugelförmigen Pflanzenkörper übergeht. Der Körper wird 12 Zentimeter breit und 10 Zentimeter hoch und ist mit erhobenen Warzen besetzt, die in einem Abstand von 1 Zentimeter zueinander angeordnet sind. Sie stehen in 18 Reihen, die durch tiefe Furchen getrennt sind. An der Spitze der Warzen sind undeutliche Hornschildchen vorhanden, die 2,5 Millimeter Durchmesser erreichen. An den Hornschildern sind Blattnarben zu erkennen und bei Jungpflanzen und im Neuaustrieb werden sehr kleine Dornen ausgebildet.
Der Blütenstand besteht aus zwei bis sechs zusammengefassten und einfachen Cymen, die bis 7,5 Millimeter lang gestielt sind. Die Cyathien erreichen einen Durchmesser von 2,5 Millimeter. Die elliptischen Nektardrüsen sind braun gefärbt und stoßen aneinander. Der Fruchtknoten ist 2,5 Millimeter lang gestielt.

## Verbreitung und Systematik
Euphorbia gymnocalycioides ist im Süden von Äthiopien auf Kalksteinböden in Acacia-Buschland in Höhenlagen von 1350 Meter verbreitet.
Die Art steht auf der Roten Liste der IUCN und gilt als stark gefährdet (Endangered).
Die Erstbeschreibung der Art erfolgte 1984 durch Michael George Gilbert und Susan Carter Holmes.